# Resistencia
Resistencia (Puno španjolsko ime Ciudad de Resistencia) je administrativni centar istoimene argentinske pokrajine - Chaco od 274 490 stanovnika.

## Zemljopisne karakteristike
Ciudad de Resistencia se nalazi na sjeveroistoku Argentine, duž obala rijeke Río Negro pritoke velike Parane.

## Vanjske poveznice
- Resistencia na portalu Encyclopædia Britannica (engl.)